# Rom Rubenowitsch Warschamow
Rom Rubenowitsch Warschanow (russisch Ром Рубенович Варшамов; englische Transkription: Rom Varshamov; * 9. April 1927 in Tiflis; † 24. August 1999 in Moskau) war ein armenisch-sowjetischer Mathematiker, der sich mit Kodierungstheorie beschäftigte.
Warschamow studierte in Tiflis bei Arnold Walfisz (dort wurde er georgischer Meister im 100-Meter-Lauf der Studenten), sowie in Tomsk.
Danach forschte er in Moskau am Steklow-Institut für Mathematik bei Iwan Matwejewitsch Winogradow, insbesondere über Zahlen- und Kodierungstheorie, sowie am Ministerium für Radiotechnik (über Kryptographie). Die Gilbert-Varshamov-Schranke wurde von ihm 1957 bewiesen (und unabhängig 1952 von Edgar Gilbert).
Ab 1968 arbeitete er in Jerewan und war Direktor des Rechenzentrums (heute Institut für Informatik und Probleme der Automatisierung) der Akademie der Wissenschaften der Armenischen SSR. Er war Autor von mehr als 25 wissenschaftlichen Artikeln und Mitglied der Armenischen Nationalen Akademie der Wissenschaften.

## Schriften
- Estimate of the number of signals in error correcting codes (russisch). In: Dokl. Akad. Nauk SSSR. Nr. 117, 1957, S. 739–741.
(englische Übersetzung in I. F. Blake: Algebraic Coding Theory: History and Development. Dowden, Hutchinson & Ross, 1973, S. 68–71.)
- A class of codes for symmetric channels and a problem from the additive theory of numbers. In: IEEE Trans. Inf. Theory. Bd. 19, 1973, S. 92–95.
- On a method in the theory of reducibility of polynomials over a finite field. In: Sov. Math., Dokl. Bd. 44, Nr. 1, 1992, S. 194–199 (Übersetzung aus Dokl. Akad. Nauk SSSR. Bd. 319, Nr. 4, 1991, S. 787–791).